# Wenancjusz z Delminium
Wenancjusz z Delminium (zm. 257 r.) – święty katolicki, męczennik wczesnochrześcijański, biskup.
Wenancjusz z Delminum prowadził działalność w Dalmacji. Jego stolicą biskupią było Delminium (dziś Duvno). Padł ofiarą prześladowań za panowania cesarza Waleriana. Towarzyszami męczeństwa świętego Wenancjusza byli:
- Anastazy
- Antiochian
- Asteriusz
- Gajan
- Maur
- Paulinian
- Septymiusz
- Teliusz

Wszyscy zginęli w Dalmacji i Istrii. Za pontyfikatu Jana IV relikwie Wenancjusza oraz jego towarzyszy zostały złożone w bazylice św. Jana na Lateranie, w kaplicy nazwanej kaplicą św. Wenancjusza.
Wspomnienie męczenników z Dalmacji i Istrii obchodzone jest w Kościele katolickim 1 kwietnia.